# Manul
Pisica manul sau manulul (Otocolobus manul), numită și pisică de stepă, este o specie de felină (pisică sălbatică) care trăiește în stepele din sud-estul Siberiei, Asiei Centrale, Mongoliei și Chinei. A fost clasificată ca specie cu risc scăzut de către IUCN.
Corpul său este destul de mic, specia având o lungime de 60 cm și o greutate de 2-4-5 kg. 